# Hospital de Niños de la Santísima Trinidad
El Hospital de Niños de Córdoba, cuyo nombre completo es Hospital de Niños de la Santísima Trinidad es un Hospital pediátrico público y gratuito, perteneciente a la red hospitalaria del Ministerio de Salud de la Provincia de Córdoba.
Fue fundado en el año 1894 por iniciativa del profesor doctor José Antonio Ortiz y Herrera, estando originalmente a cargo de la Sociedad de Beneficencia de Córdoba, se ubica en la esquina de bajada Pucará y Ferroviarios, en el Polo Sanitario de la ciudad de Córdoba. Comprende todas las especialidades y subespecialidades de la Pediatría, actuando como hospital de tercer nivel y de referencia a nivel nacional.
El edificio del Hospital consta de tres plantas, ocupando una superficie de más de 21000 m².

## Historia
El hospital nace por la iniciativa del Dr. José Antonio Ortiz y Herrera, Decano de la Facultad de Ciencias Médicas; quién en el año 1892 elevó una sugerencia a la Sociedad de Beneficencia de Córdoba.
La Sociedad de Beneficencia de Córdoba era la encargada, por mandato del Gobierno de la Provincia, de administrar los hospitales provinciales. A instancias de la sugerencia del Dr. Ortiz y Herrera el Gobierno provincial cedió dos casas ubicadas en la actual calle Entre Ríos 643, y el hospital comenzó a funcionar poco tiempo después, siendo inaugurado el 20 de mayo de 1894. Su primer director fue el Dr. Gerónimo del Barco.
Desde su comienzo se trató de un centro principalmente quirúrgico, contando por aquel entonces con 20 unidades de internación.
Poco tiempo después fue incorporada la Cátedra de Pediatría, dependiente de la Universidad Nacional de Córdoba.
El gobierno de Córdoba, poco tiempo después donó los terrenos comprendidos entre las calles Entre Ríos, Balcarce, Corrientes y Reconquista; determinando el predio donde el hospital funcionó durante un siglo.
A mediados de la década de 1950, el hospital pasó a depender del Gobierno de la Provincia de Córdoba, siendo actualmente este último el encargado de designar a sus autoridades y personal.
A instancias de las necesidades planteadas por los nuevos desafíos de la medicina y de la pediatría en particular, como así también debido al incesante aumento en la afluencia de pacientes, se planteó el proyecto de un nuevo edificio para contener al hospital. Este nuevo edificio se inauguró el 6 de agosto de 2000, en su actual ubicación de en la calle Pucará.

Monumento homenaje al personal de salud en la lucha contra el Covid-19. Hospital de Niños de la Santísima Trinidad

En marzo de 2022 se inauguró en la explanada del Hospital de Niños un monumento homenaje al personal de salud por su labor en la lucha contra el Covid-19. En el acto, también se realizó un reconocimiento a los miembros del equipo de salud fallecidos durante la pandemia de COVID-19. La obra es una escultura del artista plástico Goyo Viale.

## Servicios y Especialidades
El hospital cuenta con tres baterías de Consultorios Externos totalizando más de 30 consultorios donde se desempeñan profesionales de más de 25 especialidades entre las que se incluyen Alergia, Enfermedades Metabólicas, Cirugía Plástica y Reconstructiva, Endocrinología, Genética, Traumatología, Psicología, Odontología, Vacunatorio, entre otras.
Las especialidades de pediatría que presta el hospital incluyen:
- Alergología
- Anatomía patológica
- Anestesiología
- Cardiología
- Cirugía general y especializada
- Cirugía Plástica y Quemados
- Clínica médica
- Dermatología
- Diagnóstico por imágenes
  - Ecografía
  - Radiología general
  - TAC
- Endocrinología
- Enfermería
- Farmacia hospitalaria
- Fisiatría
- Fonoaudiología
- Gastroenterología
- Hemoterapia
- Hematología
- Inmunología
- Infectología
- Inmunizaciones
- Laboratorio clínico
  - Bioquímica clínica
  - Citogenética
  - Emergencias
  - Endocrinología
  - Enfermedades metabólicas
  - Hematología y hemostasia
  - Inmunología y citometría de flujo
  - Microbiología
  - Toxicología
- Medicina general
- Medicina nuclear
- Microbiología
- Nefrología
- Neumonología
- Nutrición
- Odontología
- Psiquiatría
- Toxicología
- Trabajo Social

Finalmente el Hospital cuenta con un servicio de hospital universitario, que le permite a los pacientes internados no interrumpir su educación.

### Servicio de Guardia e internación
El hospital cuenta con un servicio de emergencias con sala de triaje y shockroom, quirófanos, servicio de quemados, unidad de terapia intensiva (UTI) e Intermedia (UCI), Unidad de Cuidados Coronarios (UCCO). Cuenta también con un Área de Internación Común con más de 100 camas y una Sala de Internación Especial para pacientes oncológicos, inmunocomprometidos y trasplantados.

## Otros Servicios
El Hospital cuenta con el apoyo de la Casa de Ronald McDonald de Córdoba. En ella pueden albergarse familias con tratamientos prolongados de sus hijos. Se da prioridad a pacientes con enfermedades oncológicas, trasplantes, y otras patologías de alta complejidad. La Casa cuenta con 17 habitaciones, cocinas, salas de estar, salas de juego, jardín y parrilla.
También existe un Programa de Prevención del Maltrato Infantojuvenil. Es llevado a cabo por un equipo interdisciplinario que brinda apoyo a víctimas y profesionales del ámbito.